# نانجونگ ایلگی
نانجونگ ایلگی (انگلیسی: Nanjung Ilgi)
دفترچه خاطرات دریاسالار یی سون شین است. یی سون شین یادداشت‌های دقیقی را از اتفاقات روزمره در دفتر خاطرات خود ثبت کرده‌است. این مجموعه در زمان تکمیلش حاوی ۲۵۳۹ مدخل می‌شد که مباحث خصوصی و رسمی را به همراه شرحی در مورد زندگی وی در پایگاه‌ها در خلال جنگ ایمجین در بر می‌گرفت. مدخل اول در یکم ژانویه ۱۵۹۲ یک روز قبل از انتصاب وی به سمت دریاسالار منطقه چپ جولا نوشته شده و مدخل پایانی نیز در هفدهم نوامبر ۱۵۹۸ دو روز قبل از وفاتش در نبرد نوریانگ به رشته تحریر درآمده است.
این اثر در فهرست یادبود جهانی یونسکو به ثبت رسیده و به عنوان شرح‌های میدانی یک فرمانده در تاریخ جهان بدون همتا است.